# Mercedes-Maybach Vision 6
Mercedes-Maybach Vision 6 — концептуальный автомобиль люкс-класса немецкого подразделения Mercedes-Maybach, входящего в состав концерна Daimler AG, представленный в августе 2016 года на автомобильной выставке Concours d'Elegance, которая ежегодно проводится в калифорнийской деревне Пеббл-Бич.
Концепткар представляет собой почти 6-метровое 2+2 купе или 2-местный кабриолет (отсюда и цифра «6» в названии модели), приводимое в движение несколькими электромоторами суммарной мощностью около 750 л.с. (550 кВт). В европейском ездовом цикле NEDC заявленный запас хода превышает 500 км, а при замерах, выполненных по американской методике EPA, купе и кабриолет способны проехать от зарядки до зарядки более 320 км.
Летом 2017 года немецкая марка представила вариант модели в кузове кабриолет — Mercedes-Maybach Vision 6 Cabriolet. В отличие от купе, автомобиль оснащается только двумя сиденьями и отличается белой отделкой из натуральной кожи с синей подсветкой салона.
О запуске концептуальных автомобилей в серию компания не заявляла. Напротив, руководство компании отмечает, что оба автомобиля являются лишь шоу-карами для привлечения внимания.

## История
Купе Vision 6 является не первым в истории марки Maybach. До него компания уже представляла Maybach SW35 Stromlinien в 1935 году и концепт Maybach Exelero в 2005. Презентация концептуального электрокара широкой публике состоялась 21 августа 2016 года на автомобильной выставке Concours d'Elegance, проходящей в США. Для Европейцев концепткар был представлен осенью на Парижском автосалоне.
Через год, 21 августа 2017 года, в рамках той же автомобильной выставки концерн Daimler представил новую версию Mercedes-Maybach Vision 6 в двухместном кузове кабриолет. Длина и ширина модели осталась той же, однако высота увеличилась на 12 мм. Техническое оснащение осталось прежним (4 электромотора и полный привод).

## Описание

### Экстерьер
Концепткар получил оригинальный кузов с длинным капотом, небольшим остеклением и плавно ниспадающей крышей. Во внешнем дизайне футуристические элементы сочетаются с элементами из прошлого. Переднюю часть кузова прикрывает массивная фальшрадиаторная решётка, которая выступает в качестве декоративного решения.
Длина автомобиля составляет 5700 мм, ширина — 2100, высота — 1328 мм. Прототип на 673 миллиметра длиннее, на 201 миллиметр шире и на 83 миллиметра ниже купе Mercedes-Benz S-класса. Двери автомобиля выполнены в стиле «крыло чайки». Они подчеркивают спортивный характер силуэта автомобиля и особенности новаторской алюминиевой отделки. Наружные зеркала выполнены в виде камер и закреплены на дверях купе.
Удлинённая круглая форма задней части кузова Mercedes-Maybach Vision 6 выполнена в виде хвоста лодки и напоминает роскошную яхту. По краям её украшают интегрированные узкие задние фонари, которые подчеркивают ширину автомобиля. Над ними располагаются два маленьких затемнённых окошка, разделённых перегородкой. Другими отличительными особенностями в задней части кузова являются диффузор с алюминиевым каркасом и выпускные отверстия для воздуха позади колёсных арок.
Наше гламурное купе, Mercedes-Maybach Vision 6, представляет собой высшую степень современной роскоши. Оно горячее и крутое. Его интеллектуальный и технологический внешний вид идеально воплощает нашу философию дизайна чувственной чистоты и стремление к аэродинамической эффективности.Горден Вагенер, главный дизайнер Daimler AG
Лобовое стекло автомобиля выполняет роль прозрачного дисплея, куда выводится информация с различных датчиков и информационных систем, а также навигационные данные. Управление осуществляется при помощи жестов.
Боковые пороги, подсвеченные светодиодными полосками, чётко подчеркивают тот факт, что Mercedes-Maybach Vision 6 является электромобилем.
Вариант в кузове кабриолет имеет те же длину (5700 мм) и ширину (2100), однако немного отличается высотой, которая на 12 мм больше (всего 1340 мм) по сравнению с версией купе. Концептуальный автомобиль имеет окраску синего оттенка. В матерчатый складной верх кабриолета вплетены нити из розового золота, а колёсные арки украшают специально созданные 24-дюймовые легкосплавные диски.

### Интерьер

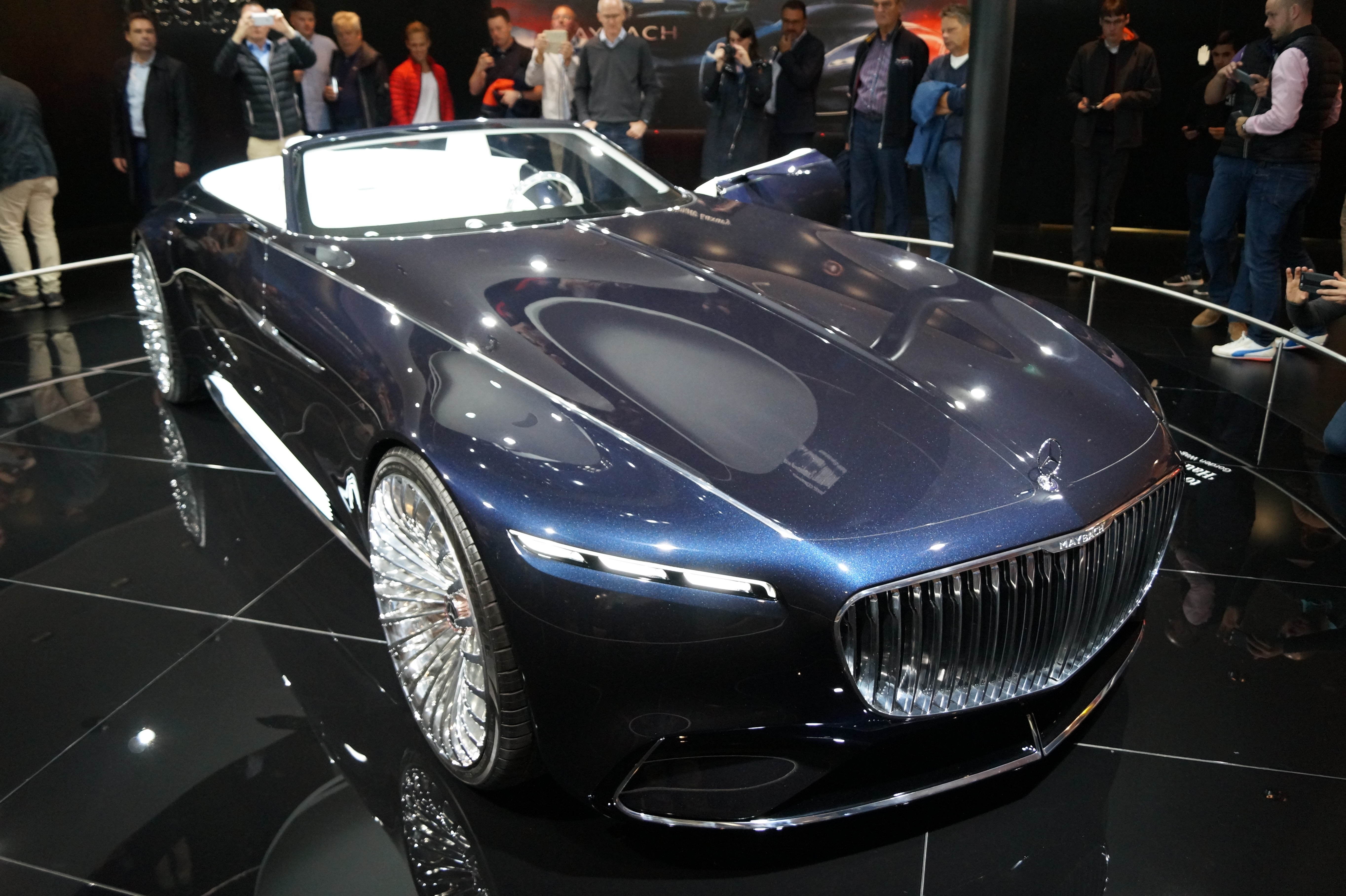
Vision 6 Cabriolet

Интерьер автомобиля представляет собой синтез интеллекта и эмоциональности, и сочетает в себе традиционные ценности Mercedes-Benz с новым опытом хай-тек.
Центральная консоль Mercedes-Maybach Vision 6 в кузове купе представляет собой длинный дисплей, тянущийся от правой двери до левой. При этом прототип получил отдельно стоящие в двух «колодцах» за рулевым колесом приборы. На лобовое стекло концепт-кара проецируется различная информация вроде температуры, скорости и тому подобного. В кресла концепт-кара встроены специальные датчики, при помощи которых электроника автомобиля умеет подстраивать температуру в салоне и положение сидений индивидуально для каждого человека. Кроме того, подсветка салона может самостоятельно меняться исходя из различных факторов, например, цвета одежды пассажиров.
Несмотря на тот факт, что автомобиль имеет внушительные габариты, тем не менее второй ряд сидений здесь можно использовать разве что для перевозки мелкогабаритных предметов. Это также связано и с тем, что подушки передних сидений интегрированы в кузов автомобиля.
В салоне варианта в кузове кабриолет преобладает кристально-белая отделка из натуральной кожи, которая прорежена кнопками в виде трёхлучевой звезды с синей подсветкой. Деревянный пол автомобиля инкрустирован алюминием. На лобовое стекло могут выводиться два проекционных дисплея. Под двухстворчатым капотом — органайзеры. За двумя посадочными местами располагаются небольшие площадки для ручной клади. Оформление интерьера сохранилось от варианта в кузове купе: сенсорное управление, два колодца с аналоговыми приборами, широкий дисплей на передней панели и два проектора, которые должны вырисовывать на лобовом стекле панорамную картинку.

### Двигатель

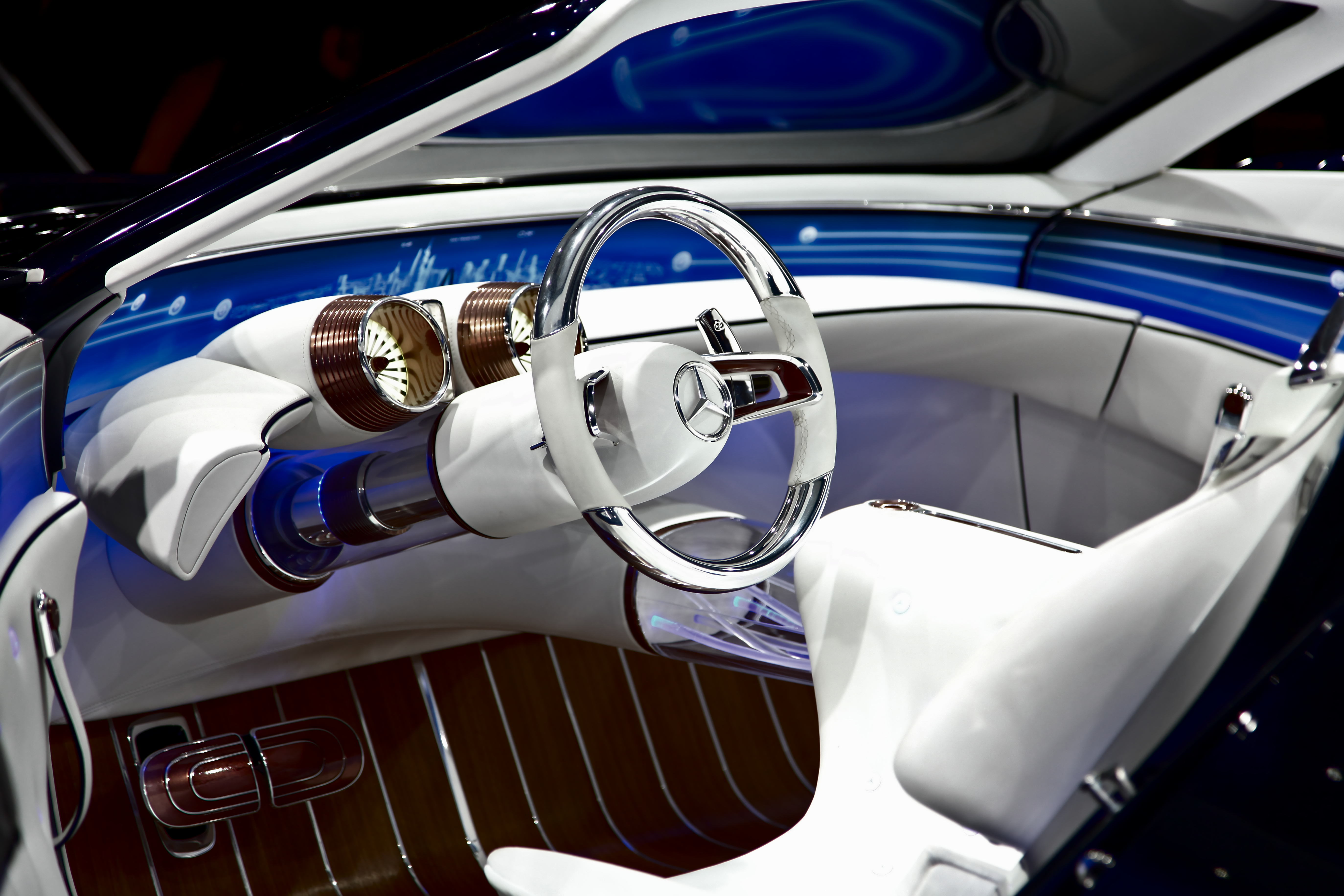
Салон автомобиля

Автомобиль оснащён электрической силовой установкой, состоящей из 4-х компактных синхронных электродвигателей, суммарная мощность которых составляет около 750 лошадиных сил (550 кВт). Питание электродвигателей обеспечивает блок литий-ионных аккумуляторов ёмкостью 80 кВт·ч. Благодаря 350-кВт зарядной системе достаточно около 5 минут для запасания энергии, которой хватит на 100 км пути. Инженеры компании объясняют, что зарядка постоянным током реализована на основе стандарта CCS. Поддерживается также беспроводная подзарядка (с помощью электромагнитного поля). Максимальная скорость автомобиля ограничена электронно на отметке в 250 км/ч. Ускорение от 0 до 100 км/ч происходит меньше чем за 4 секунды.
Модель в кузове кабриолет также оснащена четырьмя электромоторами суммарной мощностью 550 кВт (747,8 л. с.).

### Ходовая часть
Благодаря электрической силовой установке автомобиль обладает полным приводом. Точная информация о происхождении шасси автомобиля не разглашается.
Дизайн колёсных дисков диаметром в 24 дюйма является продолжением стилистики, применённой при разработке дисков прототипа Mercedes-Benz Concept IAA. Подобное решение применяется на обоих вариантах кузова данного шоу-кара.